# Icaraíma
Icaraíma ist ein brasilianisches Munizip im Bundesstaat Paraná. Es hat 8.991 Einwohner (2022), die sich Icarimenser nennen. Seine Fläche beträgt 675 km². Es liegt 347 Meter über dem Meeresspiegel.

## Etymologie
Der Name "Icaraíma" stammt aus dem Tupi. Für seine Bedeutung gibt es zwei Versionen:
- 'y = "Fluss" und akará = "Fischart" und e'yma = "ohne", also "fischloser Fluss"
- Icaraíma = "Gesegnetes Land"

Seine Bedeutung In der Sprache der Kaingang ist  "Heiliger Ort".

## Geschichte
Bis Mitte des 20. Jahrhunderts war die gesamte nordwestliche Region des Bundesstaates Paraná von der indigenen Volksgruppe der Xetá bewohnt. Mit den seither in der Region durchgeführten Kolonisierungsprojekten wurden die Xetás praktisch ausgerottet, sei es durch den Verlust ihres Landes, durch von den Weißen eingeschleppte Krankheiten oder durch bloßen Mord.
Die Besiedlung der Region begann 1956, als die Companhia Brasileira de Imigração e Colonização (COBRINCO) unter der Leitung von Hermes Vissotto begann, Grundstücke im Gemeindegebiet zu verkaufen. Schon seit 1952 hatten Siedler aus dem Norden und Nordosten des Landes und aus Portugal und Paraguay mit der Rodung des Urwalds begonnen. 1953 wurde das erste Sägewerk gebaut. Das erste in Icaraíma geborene Mädchen war Iracema, die Tochter von José und Ercília da Silva. Sie bekam von der COBRINCO ein Grundstück am Sitz der Gemeinde geschenkt.
Durch das Staatsgesetz 4 245 vom 25. Juli 1960 wurde das Munizip Icaraíma geschaffen und mit Datum vom 25. Juli 1961 gegründet. Es wurde von Cruzeiro do Oeste ausgegliedert, das damals zum Bezirk Peabiru gehörte. Icaraíma ist seit dem 26. Januar 1991 ein Gerichtsbezirk.

## Geografie

### Fläche
Icaraíma hat eine Fläche von 675 km². Es besteht aus drei Siedlungskernen: dem eigentlichen Kernort Icaraíma und den Distrikten Vila Rica Do Ivaí und Porto Camargo, das am Ufer des Ivaí an seiner Mündung in den Paraná liegt.

### Geografische Lage
Icaraíma liegt auf dem Breitengrad 23º24' Süd und dem Längengrad 53º37' West, also gerade noch in den Tropen, nur wenige Kilometer nördlich des Südlichen Wendekreises. Die Meereshöhe beträgt 305 Meter.

### Klima
Die Gemeinde hat tropisches Klima, Af nach der Klimaklassifikation nach Köppen und Geiger. Die Durchschnittstemperatur ist 23,3 °C. Die durchschnittliche Niederschlagsmenge liegt bei 1402 mm im Jahr.

### Gewässer
Der Paraná begrenzt das Munizip im Westen.
Der Ivaí begrenzt das Munizip im Norden, er mündet zwischen Icaraima und Querência do Norte in den Paraná.
Entlang der östlichen Grenze fließt der Córrego 215 nach Norden zum Rio Ivaí.
Der Rio do Veado bildet die südliche Grenze zum Munizip Alto Paraiso.
Die Gemeinde verfügt über drei Binnenhäfen: Porto Camargo, Porto Novo und Porto Jundiá am Ivaí.

### Straßen
Icaraíma liegt an der Staatsstraße PR-082 von Cianorte nach Porto Camargo am Paraná.

### Nachbarmunizipien
| Naviraí (MS) | Querência do Norte                          |          |
|              | Kompassrose, die auf Nachbargemeinden zeigt | Ivaté    |
| Alto Paraíso |                                             | Umuarama |

## Stadtverwaltung
Bürgermeister: Marcos Alex de Oliveira (PDT) (2017–2020 und 2021–2024)
Vizebürgermeister: Devair Fabris (2017–2020 und 2021–2024)

## Bevölkerung

### Einwohnerentwicklung
| Jahr | Einwohner | Stadt | Land   |
| ---- | --------- | ----- | ------ |
| 1970 | 24.857    | 4.017 | 20.840 |
| 1980 | 16.391    | 5.789 | 10.602 |
| 1991 | 11.970    | 6.711 | 5.259  |
| 2000 | 10.048    | 6.519 | 3.529  |
| 2010 | 8.839     | 6.240 | 2.599  |
| 2022 | 8.991     | ?     | ?      |

Quelle: IBGE, bis 2010: Volkszählungen und Volkszählung 2022

### Ethnische Zusammensetzung
Ethnische Gruppen nach der statistischen Einteilung des IBGE (Stand: 1991, 2000 und 2010)
| Gruppe*     | Anteil 1991 | Anteil 2000 | Anteil 2010 | Anmerkung |
| Brancos     | 6.696       | 5.768       | 4.726       | Weiß: wer sich als "weiß" erklärt                                                                                      |
| Pardos      | 5.037       | 3.847       | 3.776       | Braun: wer sich als "braun" erklärt oder wer sich mit einer Mischung von zwei oder mehr der fünf Gruppen identifiziert |
| Pretos      | 231         | 282         | 288         | Schwarz: wer sich als "schwarz" erklärt                                                                                |
| Amarelos    | 7           | 80          | 49          | Gelb: Personen fernöstlicher Herkunft wie japanisch, chinesisch, koreanisch etc.                                       |
| Indígenas   | -           | 42          | -           | Indigen: wer sich als Ureinwohner oder Indio erklärt                                                                   |
| ohne Angabe | -           | 29          | -           | |
| Gesamt      | 11.971      | 10.048      | 8.839       | |

*) Das IBGE verwendet für Volkszählungen seit 1991 ausschließlich diese fünf Gruppen. Die Gruppenzugehörigkeit wird bei der Befragung vom Einwohner selbst festgelegt. Das IBGE verzichtet bewusst auf Erläuterungen.

## Tourismus
In der Stadt wird das traditionelle dreitägige Pacu-Fischereifest am Ufer des Paraná veranstaltet mit Hunderten Teilnehmern aus verschiedenen Regionen Brasiliens.
Sehenswürdigkeiten:
- Prainha do Porto Camargo
- Parque Nacional de Ilha Grande